# 27072 Aggarwal
27072 Aggarwal è un asteroide della fascia principale. Scoperto nel 1998, presenta un'orbita caratterizzata da un semiasse maggiore pari a 2,3317140 UA e da un'eccentricità di 0,1576510, inclinata di 2,64746° rispetto all'eclittica.